# Ігнатенко Євгеній Олександрович
Євгеній Олександрович Ігнатенко (нар. 17 червня 1984 року, Миколаїв, УРСР) — український політик, голова Служби морського і внутрішнього водного транспорту та судноплавства України.

## Життєпис
Закінчив Миколаївську морехідну школу, закінчив Херсонський морський коледж рибної промисловості, де отримав спеціальність «судноводій», закінчив Київську академію водного транспорту за тією ж спеціальністю.
2004—2013 — працював на суднах на посадах від матроса до капітана. З 2013 — заступник директора з безпеки судноплавства в компанії «Нібулон», з 2017 — комерційний директор ТОВ «Грейн-Трансшипмент».

### Політика
2020 року на виборах Ігнатенка обрано депутатом Миколаївської обласної ради VIII скл. від партії Слуга народу. В облраді став заступником голови фракції «Слуга народу» та заступником голови комісії з питань промислової політики, підприємництва, транспортної інфраструктури, водногосподарського комплексу, енергетики та енергозбереження, зв'язку та цифровізації.
23 грудня 2022 став головою Служби морського і внутрішнього водного транспорту та судноплавства України.
11 лютого 2025 звільнений з посади голови Служби морського і внутрішнього водного транспорту та судноплавства України

### Військова служба
У квітні 2022 року вступив до ЗСУ, до 59-тої окремої мотопіхотної бригади, у званні головного сержанта брав участь у звільненні Миколаївської та Херсонської областей і Херсона.
Брав участь в організації роботи у листопаді 2022 року в Миколаєві Координаційного штабу Південного регіону з питань поводження з військовополоненими.

## Родина
Одружений 2007 року, виховує сина.

## Нагороди
- Орден «За заслуги» III ступеня (7 грудня 2022)[9]